# Barneville-la-Bertran
Pour les articles homonymes, voir Barneville.
Barneville-la-Bertran (Barneville jusqu'en 1995) est une commune française, située dans le département du Calvados en région Normandie, peuplée de 121 habitants.

## Géographie

### Localisation
La commune est au nord du pays d'Auge. Son bourg est à 5,5 km au sud-ouest de Honfleur, à 12 km à l'est de Deauville, à 14 km au nord de Pont-l'Évêque et à 18 km au nord-ouest de Beuzeville.
Le point culminant (127 m) se situe en limite sud-ouest, près des lieux-dits la Houdette et la Grand-Mare. Le point le plus bas (15 m) correspond à la sortie de la rivière de Pennepie du territoire, au nord.
| Pennedepie            | Pennedepie            | Équemauville          |
| Saint-Gatien-des-Bois | Barneville-la-Bertran | Saint-Gatien-des-Bois |
| Saint-Gatien-des-Bois | Saint-Gatien-des-Bois | Saint-Gatien-des-Bois |

### Hydrographie
La commune est située dans le bassin Seine-Normandie. Elle est drainée par le ruisseau de Barneville, le cours d'eau 10 de la commune de Saint-Gatien-des-Bois et le cours d'eau 01 de la commune de Barneville-la-Bertrain,,.

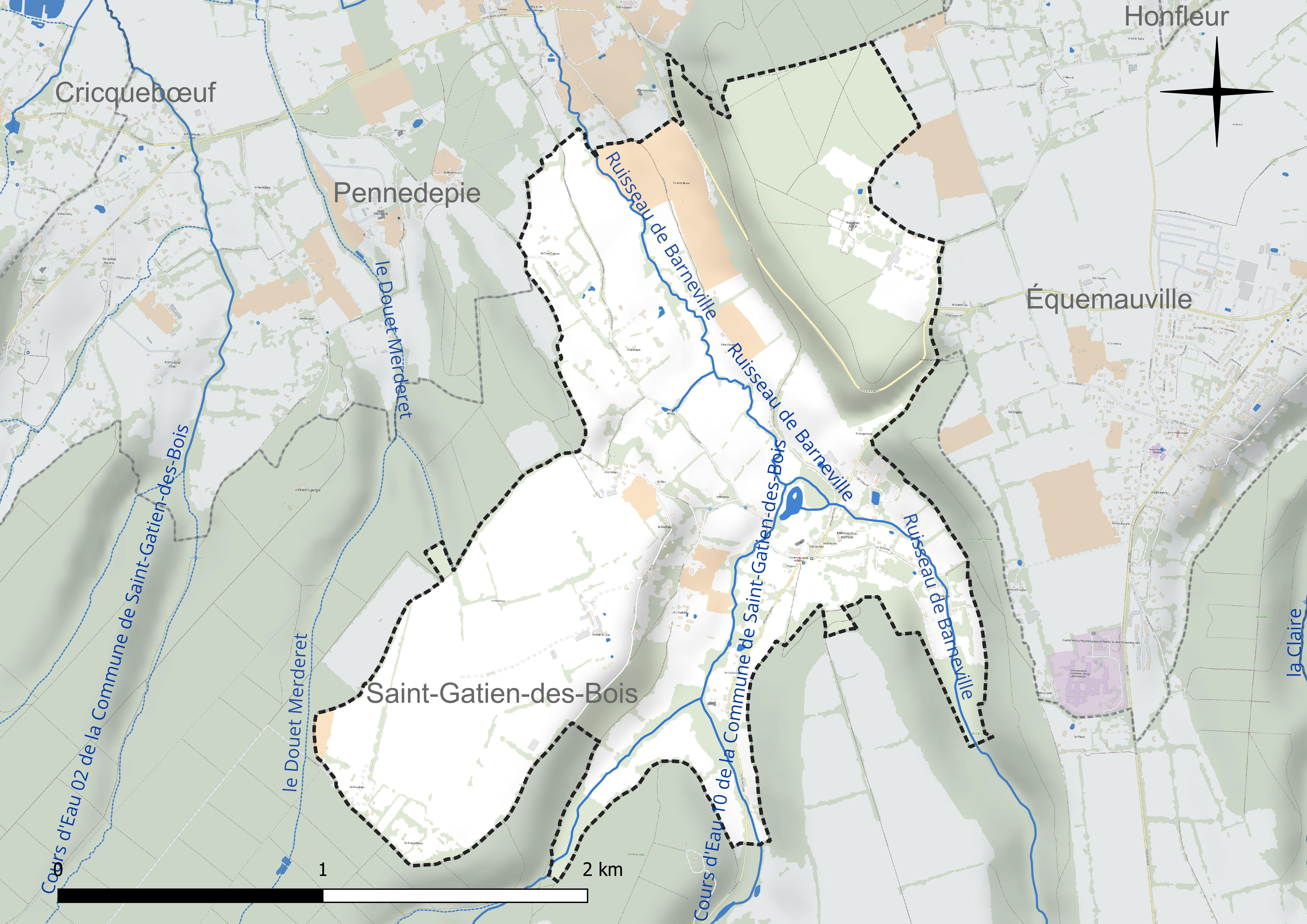
Réseau hydrographique de Barneville-la-Bertran.

### Climat
Pour des articles plus généraux, voir Climat de la Normandie et Climat du Calvados.
En 2010, le climat de la commune est de type climat océanique franc, selon une étude du CNRS s'appuyant sur une série de données couvrant la période 1971-2000. En 2020, Météo-France publie une typologie des climats de la France métropolitaine dans laquelle la commune est exposée à un climat océanique et est dans la région climatique  Côtes de la Manche orientale, caractérisée par un faible ensoleillement (1 550 h/an) ; forte humidité de l'air (plus de 20 h/jour avec humidité relative > 80 % en hiver), vents forts fréquents. Parallèlement le GIEC normand, un groupe régional d'experts sur le climat, différencie quant à lui, dans une étude de 2020, trois grands types de climats pour la région Normandie, nuancés à une échelle plus fine par les facteurs géographiques locaux. La commune est, selon ce zonage, exposée à un « climat contrasté des collines », correspondant au Pays d'Auge, Lieuvin et Roumois, moins directement soumis aux flux océaniques et connaissant toutefois des précipitations assez marquées en raison des reliefs collinaires qui favorisent leur formation.
Pour la période 1971-2000, la température annuelle moyenne est de 10,3 °C, avec  une amplitude thermique annuelle de 12,9 °C. Le cumul annuel moyen de précipitations est de 848 mm, avec 12,5 jours de précipitations en janvier et 8,7 jours en juillet. Pour la période 1991-2020, la température moyenne annuelle observée sur la station météorologique la plus proche, située sur la commune de Saint-Gatien-des-Bois à 5 km à vol d'oiseau, est de 11,0 °C et le cumul annuel moyen de précipitations est de 920,4 mm,. Pour l'avenir, les paramètres climatiques de la commune estimés pour 2050 selon différents scénarios d'émission de gaz à effet de serre sont consultables sur un site dédié publié par Météo-France en novembre 2022.

## Urbanisme

### Typologie
Au 1er janvier 2024, Barneville-la-Bertran est catégorisée commune rurale à habitat très dispersé, selon la nouvelle grille communale de densité à 7 niveaux définie par l'Insee en 2022.
Elle est située hors unité urbaine. Par ailleurs la commune fait partie de l'aire d'attraction de Honfleur, dont elle est une commune de la couronne,. Cette aire, qui regroupe 11 communes, est catégorisée dans les aires de moins de 50 000 habitants,.

### Occupation des sols
L'occupation des sols de la commune, telle qu'elle ressort de la base de données européenne d'occupation biophysique des sols Corine Land Cover (CLC), est marquée par l'importance des territoires agricoles (75,1 % en 2018), une proportion identique à celle de 1990 (75,1 %). La répartition détaillée en 2018 est la suivante :
prairies (54,7 %), forêts (24,9 %), terres arables (20,4 %). L'évolution de l'occupation des sols de la commune et de ses infrastructures peut être observée sur les différentes représentations cartographiques du territoire : la carte de Cassini (XVIIIe siècle), la carte d'état-major (1820-1866) et les cartes ou photos aériennes de l'IGN pour la période actuelle (1950 à aujourd'hui).

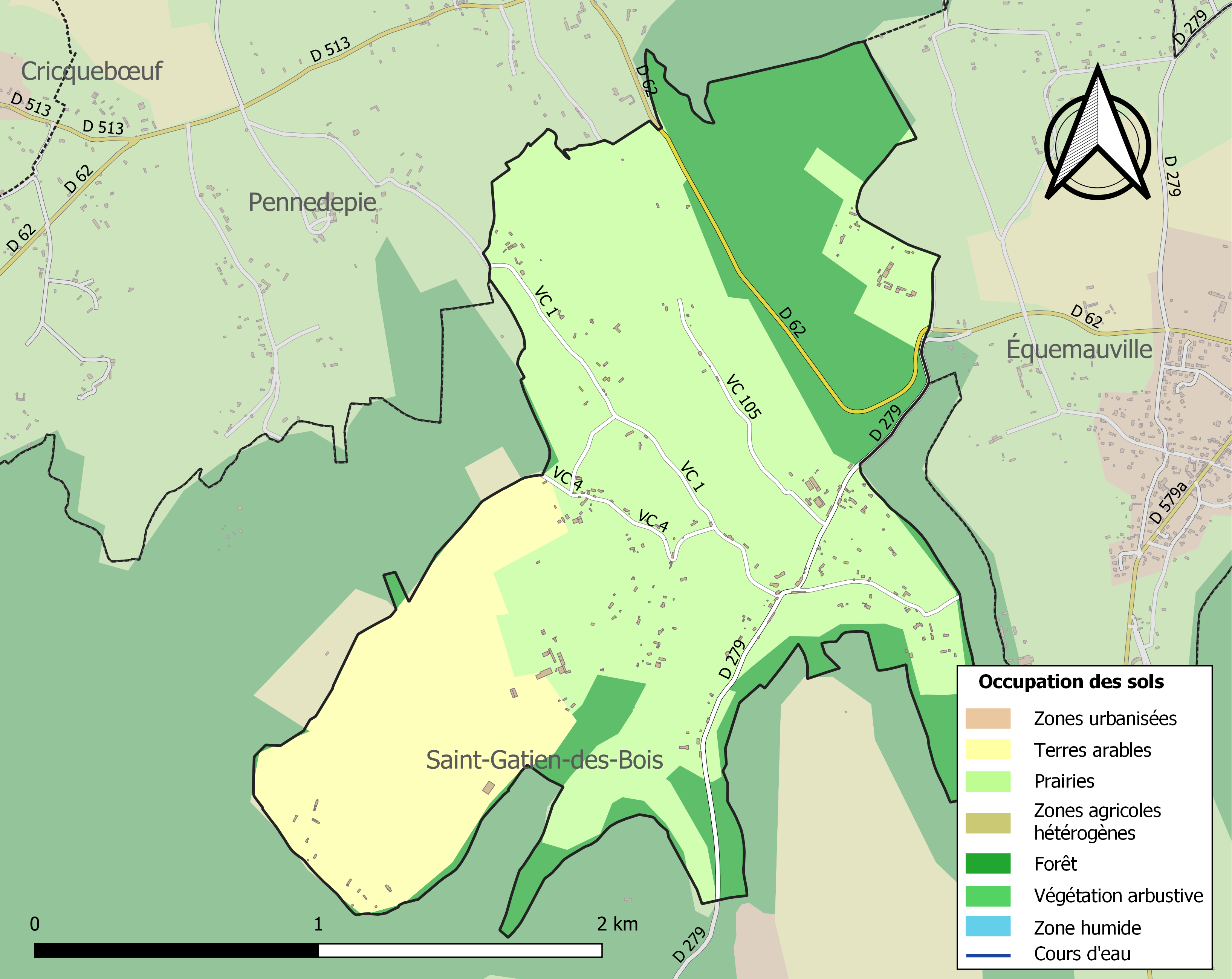
Carte des infrastructures et de l'occupation des sols de la commune en 2018 (CLC).

## Toponymie
Barneville, Barnavilla vers 1062 : de l'antroponyme scandinave Biarn ou Barni et du latin villa, « domaine rural ».
Le 6 novembre 1995, Barneville prend officiellement son nom d'usage Barneville-la-Bertran.
Bertran est le nom de famille des seigneurs du lieu à partir du Haut Moyen Âge.
Le gentilé est Barnevillais.

## Politique et administration
| Période                                  | Période   | Identité              | Étiquette | Qualité             |
| ---------------------------------------- | --------- | --------------------- | --------- | ------------------- |
| juin 1995                                | mars 2001 | Jean-Pierre Aubert    |           |                     |
| mars 2001                                | En cours  | Jean-François Bernard | SE        | Infirmier militaire |
| Les données manquantes sont à compléter. |           |                       |           |                     |

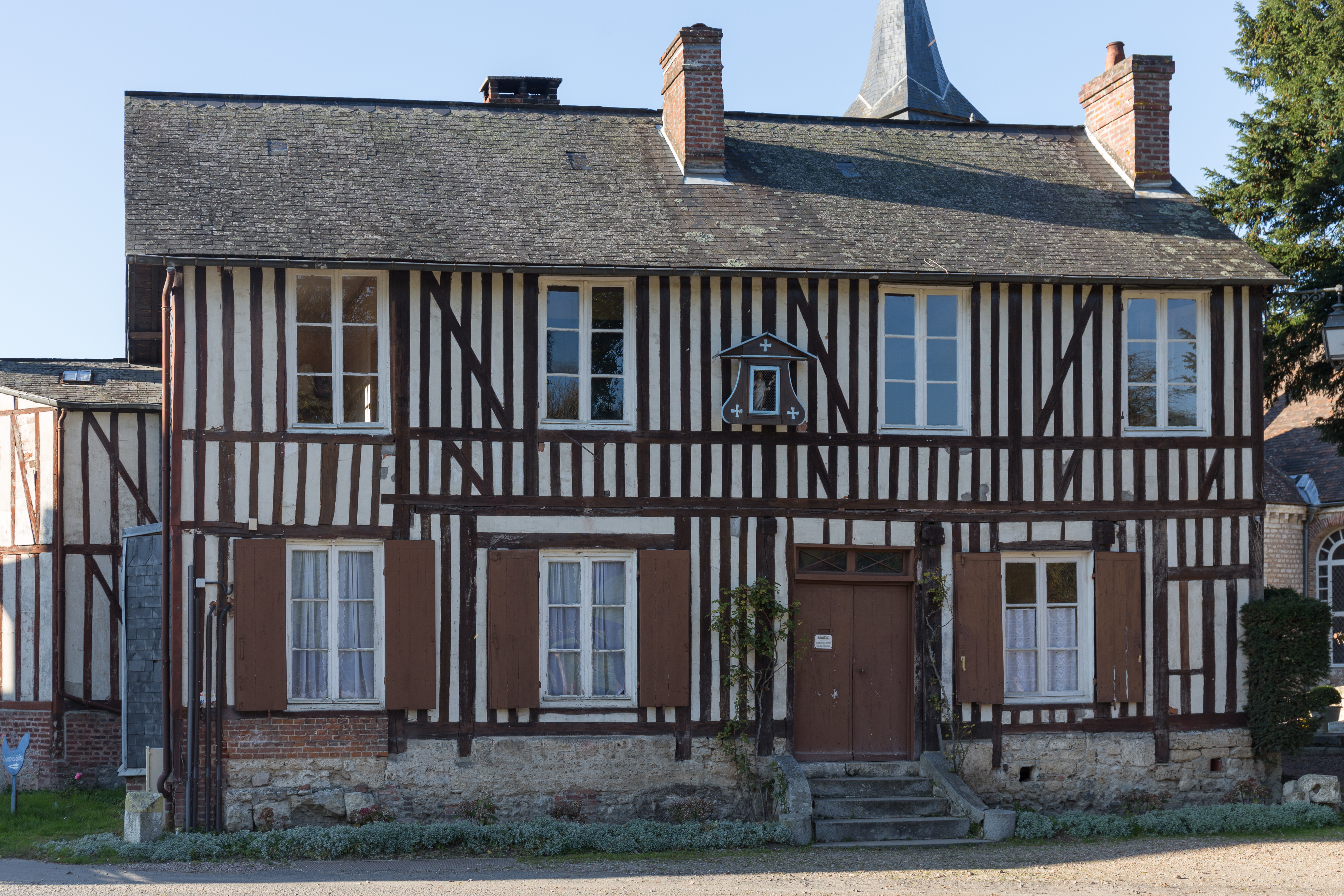
La mairie.

Le conseil municipal est composé de onze membres dont le maire et deux adjoints.

## Démographie
L'évolution du nombre d'habitants est connue à travers les recensements de la population effectués dans la commune depuis 1793. Pour les communes de moins de 10 000 habitants, une enquête de recensement portant sur toute la population est réalisée tous les cinq ans, les populations de référence des années intermédiaires étant quant à elles estimées par interpolation ou extrapolation. Pour la commune, le premier recensement exhaustif entrant dans le cadre du nouveau dispositif a été réalisé en 2006.
En 2022, la commune comptait 121 habitants, en évolution de −5,47 % par rapport à 2016 (Calvados : +1,58 %, France hors Mayotte : +2,11 %).
Barneville a compté jusqu'à 432 habitants en 1806. Elle est la commune la moins peuplée du canton de Honfleur-Deauville.
| 1793 | 1800 | 1806 | 1821 | 1831 | 1836 | 1841 | 1846 | 1851 |
| ---- | ---- | ---- | ---- | ---- | ---- | ---- | ---- | ---- |
| 236  | 355  | 432  | 301  | 303  | 317  | 319  | 279  | 276  |

| 1856 | 1861 | 1866 | 1872 | 1876 | 1881 | 1886 | 1891 | 1896 |
| ---- | ---- | ---- | ---- | ---- | ---- | ---- | ---- | ---- |
| 255  | 235  | 259  | 242  | 230  | 194  | 227  | 242  | 241  |

| 1901 | 1906 | 1911 | 1921 | 1926 | 1931 | 1936 | 1946 | 1954 |
| ---- | ---- | ---- | ---- | ---- | ---- | ---- | ---- | ---- |
| 223  | 216  | 203  | 194  | 197  | 201  | 187  | 156  | 174  |

| 1962 | 1968 | 1975 | 1982 | 1990 | 1999 | 2006 | 2011 | 2016 |
| ---- | ---- | ---- | ---- | ---- | ---- | ---- | ---- | ---- |
| 128  | 150  | 131  | 125  | 124  | 138  | 140  | 137  | 128  |

| 2021 | 2022 | - | - | - | - | - | - | - |
| ---- | ---- | - | - | - | - | - | - | - |
| 122  | 121  | - | - | - | - | - | - | - |

## Lieux et monuments

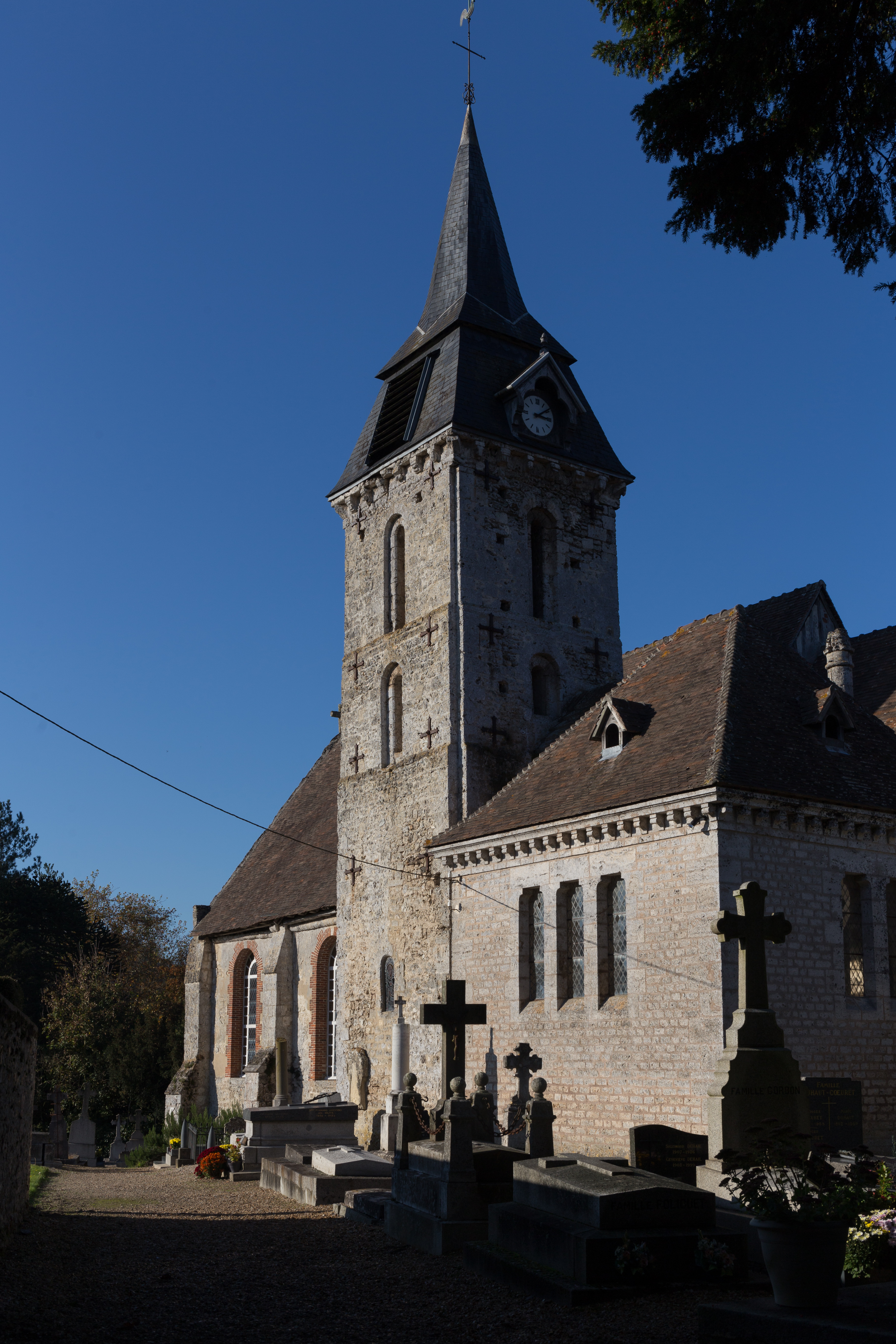
L'église Saint-Jean-Baptiste.
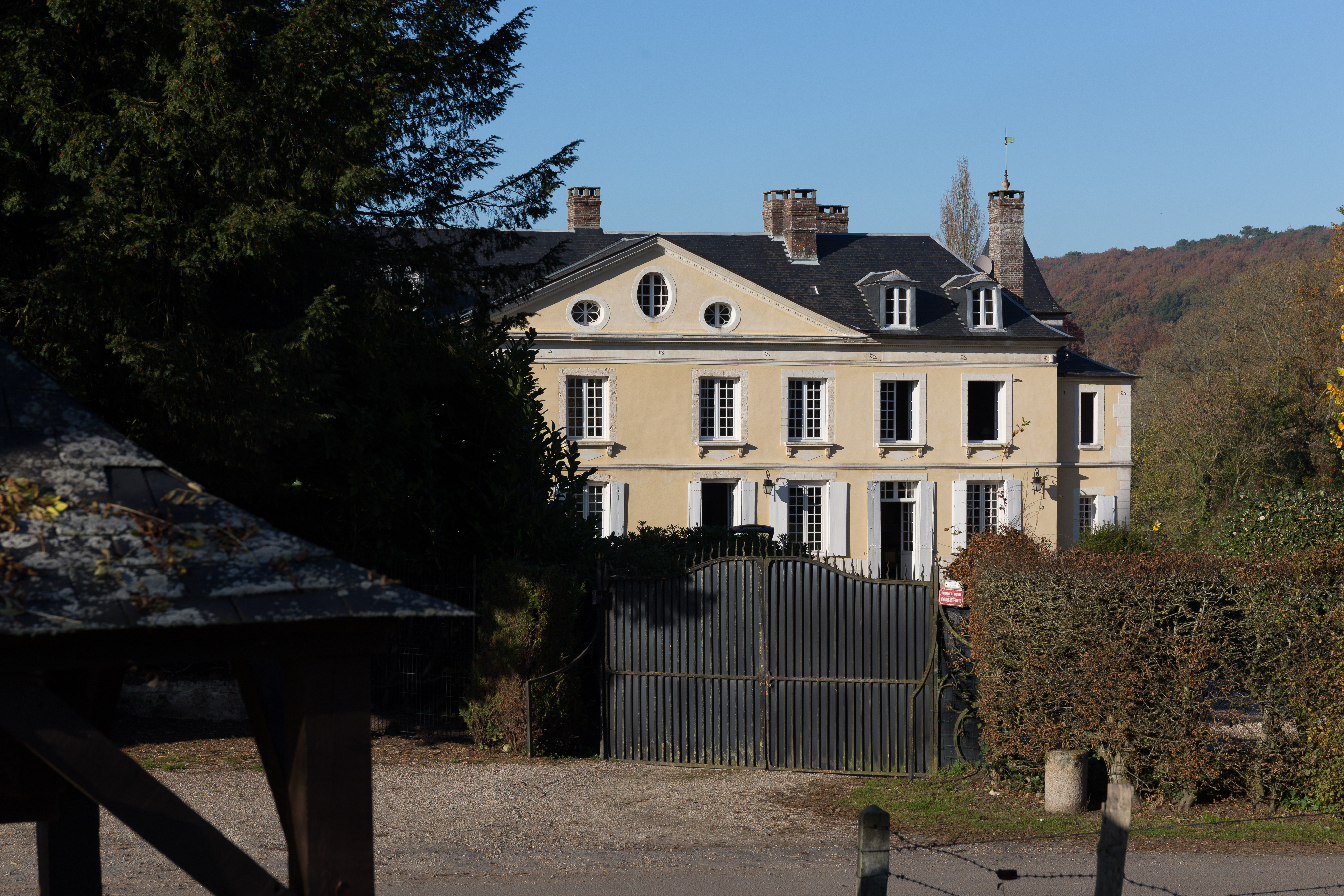
Le château de Barneville.
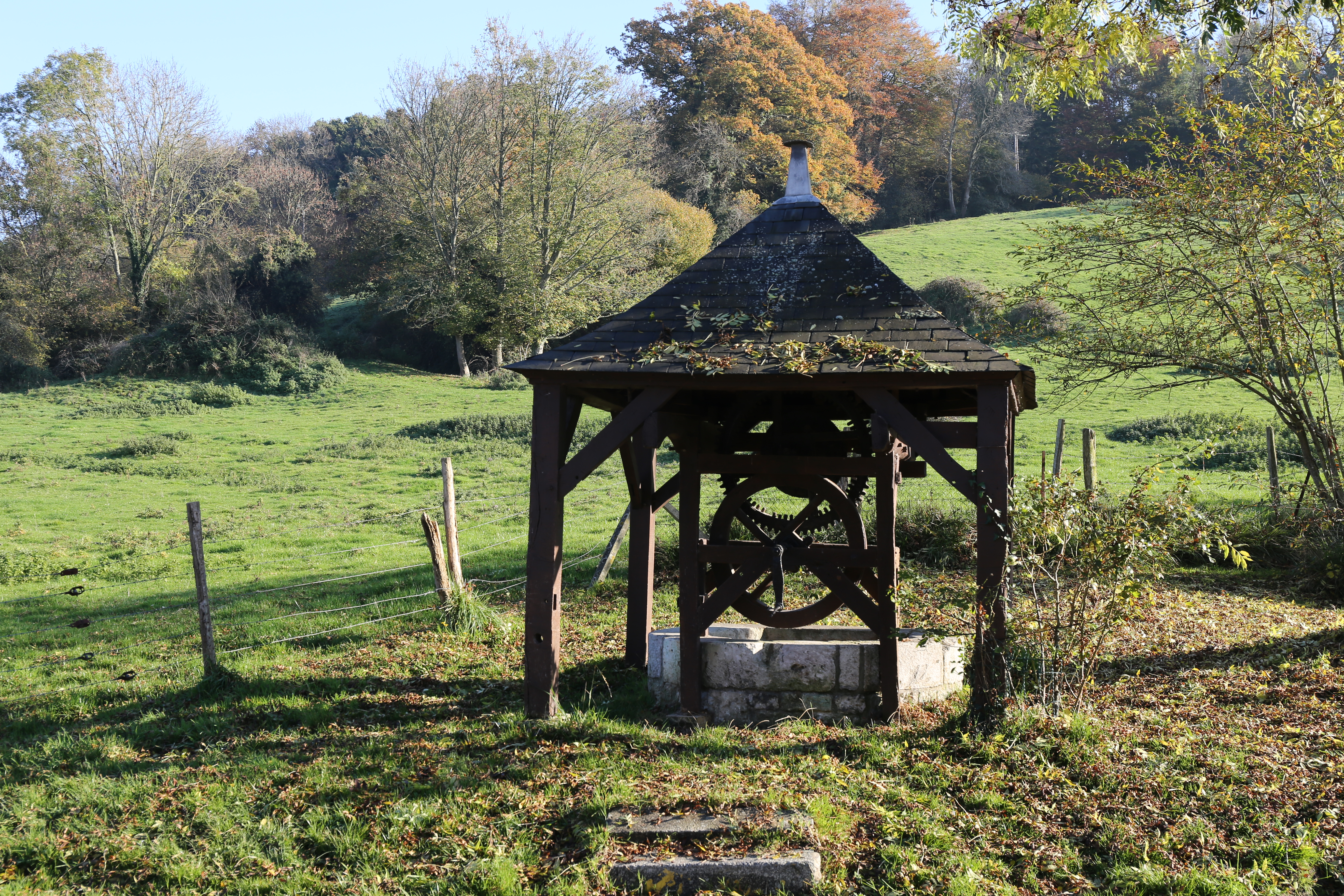
Puits face à la mairie.

- Église romane dédiée à saint Jean-Baptiste, flanquée d'une tour quadrangulaire du XIIe siècle inscrite au titre des Monuments historiques[29].
- Manoir des Vallées datant des environs de 1200, inscrit au titre des Monuments historiques[30].
- Château de Barneville avec parc, sur lequel le paysagiste Louis-Sulpice Varé est intervenu[31].

## Personnalités liées à la commune
- Jean Doublet (1655 - 1728 à Barneville), explorateur.
- Marie-Catherine d'Aulnoy (1651 à Barneville - 1705), écrivain. Elle inventa le personnage de la fée Carabosse.
- Françoise Sagan (1935-2004), écrivaine, habitait le manoir du Breuil, qui avait accueilli avant elle Lucien et Sacha Guitry. Décédée à l'hôpital d'Équemauville, le 24 septembre 2004. Son corps reposa dans son manoir, avant d'être enterré dans le Lot, où elle est née.